# Илобу
Ило́бу (англ. Ilobu) — город в юго-западной части Нигерии, на территории штата Осун. Входит в состав района местного управления Иреподун.

## Географическое положение
Город находится в северной части штата, к северу от реки Ошун. Абсолютная высота — 323 метра над уровнем моря.
Илобу расположен на расстоянии приблизительно 5 километров к северо-западу от Ошогбо, административного центра штата и на расстоянии 340 километров к западу-юго-западу (WSW) от Абуджи, столицы страны.

## Население
По данным переписи 1991 года численность населения Илобу составляла 59 196 человек.
Динамика численности населения города по годам:
| 1991   | 2012    |
| ------ | ------- |
| 59 196 | 300 863 |

## Экономика
Илобу является центром торговли сельскохозяйственной продукцией. Также в городе осуществляется переработка какао, табака и хлопка. Развиты ткачество и традиционные промыслы.

## Транспорт
Через город проходит шоссе Огбомошо — Ошогбо.
В 3 км к югу от города расположен аэропорт Ошогбо (ICAO: DNOS).